# Enzenreith
Enzenreith è un comune austriaco di 1 920 abitanti nel distretto di Neunkirchen, in Bassa Austria. Il 1º gennaio 1968 ha inglobato il comune soppresso di Köttlach e 1º gennaio 1970 quello di Thürmannsdorf.